# Antonio Boggiano Pico
Antonio Boggiano Pico (Savona, 31 agosto 1873 – Genova, 19 ottobre 1965) è stato un politico e giurista italiano.

## Biografia
Antonio Pico Boggiato nasce a Savona dove fonda il Circolo "Pio VII", di cui diviene presidente, ispirato al movimento cattolico del quale lo stesso Boggiano aveva fatto grandissima propaganda; partecipa anche alla direzione del giornale "Il Letimbro".
Brillante studente si laurea in Giurisprudenza all'Università degli Studi di Roma nel 1895, con una tesi su "Alcuni precedenti storici e taluni correttivi dell'odierna crisi sociale" in perfetta linea con il pensiero sociale cattolico. Ancora giovanissimo viene a contatto con un gruppo di giovani universitari che frequentavano l'oratorio di Santa Maria della Scaletta e che nell'anno della laurea del Pico Boggiano creano la rivista vita Nova, guidati da Romolo Murri.
Sempre a Roma Ottiene la cattedra presso la Pontificia Facoltà Giuridica per le cattedre di Diritto Amministrativo, Diritto Commerciale ed Economia Politica. Ottiene la Medaglia d'oro per i benemeriti della scuola, della cultura e dell'arte. Scrive di Diritto e di democrazia: le sue pubblicazioni più famose sono:
- "Le leggi agrarie e la questione sociale nell'antica Roma", 1901
- "L'organizzazione professionale e la rappresentanza di classe", 1901
- "l'azione dello Stato nel conflitto fra interessi collettivi e interessi individuali", 1906
- "Funzione delle banche", 1906

Inizia la carriera politica a 32 anni nel 1905, si presenta nel collegio di Voltri,  diventa Assessore alla Pubblica istruzione e membro del consiglio provinciale di Genova; nel 1919 viene eletto Deputato nelle liste del Partito Popolare Italiano, nel 1921 dopo le dimissioni di Giolitti viene rieletto e allo stesso tempo avvicinato da Mussolini per attirarlo nel suo Partito Nazionale Fascista, ma alla risposta negativa del Boggiano, la moglie viene aggredita: scrive così un messaggio telegrafico il deputato a Mussolini: oggi vigliaccamente aggredita mia moglie da duecento fascisti armati Sestri stop. Pregola disporre insostenibile stato di cose. Ossequi.Boggiano Pico.
Nel 1924 insieme con i Deputati Cattolici si ritira sull'Aventino e mette termine così alla sua vita parlamentare. Continua quindi la sua attività di avvocato fino al 1948, quando eletto Senatore per tre legislature, viene nominato Presidente dell'Interno e della Commissione Affari Esteri. De Gasperi lo vuole Rappresentante dell'Italia al Consiglio d'Europa, presiedendo proprio lui la prima seduta. Il suo interesse politico mirava principalmente alla difesa del lavoratore, della sua città e dei principi cattolici, presiede anche la commissione senatoriale sulla prostituzione, istituita relativamente alla proposta di legge della senatrice Lina Merlin, che portò alla chiusura della case di tolleranza.

## Curiosità
All'esterno della casa di Genova, dove morì nel 1965, è affissa una lapide commemorativa che recita "molto lottò e sofferse con saldissima fede per l'affermazione dei principi sociali cristiani [...] fu guida sicura e confortatrice per quanti ricorsero a lui"
Un'amicizia storica lo lega a don Orione: lo aiutò infatti a formare il Piccolo Cottolengo, ospedale genovese che lo ricorda a 40 anni dalla sua morte intitolandogli il reparto di riabilitazione funzionale.